# كلوريد السيباكويل
كلوريد السيباكويل (بالإنجليزية: Sebacoyl chloride )‏ أو (سيباكويل ثنائي كلوريد) هو كلوريد ثنائي الأسيل، صيغته C10H16Cl2O2 .
كلوريد السيباكويل عبارة عن سائل أصفر-فاتح رائحته نفاذة، يذوب في الهيدروكربونات والإيثرات . كلوريد السيباكويل مادة متآكلة ؛ مثل جميع كلوريدات الأسيل، و يتحلل مائياً بسرعة في الماء ، مع تصاعد غاز كلوريد الهيدروجين .
يمكن أن يتفاعل كلوريد السياكويل مع سداسي ميثيلين ثنائي الأمين ، ليعطي بوليمر النايلون - 10,6 .